# Ramón Rodríguez del Solar
Juan Ramón Rodríguez del Solar (Cusco, 8 de agosto de 1977) es un exfutbolista peruano.

## Trayectoria
Nació en Pilcopata, provincia de Paucartambo, distrito de Kosñipata en la Reserva de Biósfera del Manu, en la selva baja del Perú.
Empezó su carrera como futbolista en el Garcilaso de Cuzco, club donde jugó cinco años, donde disputó la Finalísima de la Copa Perú del año 1994. Debuta en Primera En 2001 en  Cienciano En la definición por el título del Campeonato Descentralizado 2001 marcaría el gol en el partido de vuelta en Cusco, lo que llevó a definir por penales. Pese a ello, Alianza Lima se quedaría con el título de ese año. En el 2002, marcaría gol a Sporting Cristal con el que clasificarían a la Copa Sudamericana 2003, donde saldrían campeones. En el 2004 firma por FBC Melgar, donde fue uno de sus goleadores con 11 tantos. Después de ello, vuelve a Cienciano y sale campeón del Torneo Apertura. En el 2007, se convierte en la máxima referencia de gol del  Total Clean. En un hecho curioso, marca un gol a  Cienciano, su primer equipo, y lo celebra tirándose al piso, tras lo cual, el presidente Juvenal Silva toma como una burla esta celebración y dijo que el jamás volvería hacer contratado por su club, donde era muy querido.   
Ese mismo año, se va al Deportivo Municipal donde, pese a hacer goles junto con Masakatsu Sawa, Renzo Sheput y Juan Iriarte descienden a  la Segunda División del Perú. Fue contratado por Sport Boys y luego por Alianza Atlético el 2008. En el 2009, ficha por el Inti Gas donde no llega a debutar ya que es contratado por Cobresol, donde resulta como el máximo goleador de la  Segunda División del Perú. El 19 de septiembre de 2010, jugando por Cobresol, anotó seis goles en un solo encuentro. Este hecho, muy pocas veces apreciado, se dio en la victoria por 10-0 ante Tecnológico de Pucallpa, en el marco de la Segunda División Peruana 2010.
Luego de ascender con Real Garcilaso, forma un tridente ofensivo junto con Andy Pando y Fabio Ramos quienes conformaron la delantera con más goles del torneo. Fueron subcampeones del Campeonato Descentralizado 2012 tras perder 1 a 0 frente al Club Sporting Cristal y, en Lima, volvieron a perder quedando como subcampeones y clasificando a la Copa Libertadores 2013. Pese a tener varias propuestas de clubes peruanos, Rodríguez decide volver a Cienciano, donde se convierte en uno de los goleadores del equipo.

## Clubes como jugador
| Club                  | País | Año              | PJ (G) (A)                  |
| --------------------- | ---- | ---------------- | --------------------------- |
| Cienciano             | Perú | 1993 / 1995-1996 | ? (2) (?)                   |
| Deportivo Garcilaso   | Perú | 1994-1995        | Copa Perú                   |
| Estudiantes Garcilaso | Perú | 1996             | Copa Perú                   |
| Deportivo Garcilaso   | Perú | 1997             | Copa Perú                   |
| Alfonso Ugarte        | Perú | 1998             | Copa Perú                   |
| Cienciano             | Perú | 1999-2003        | ? (8) (?)                   |
| FBC Melgar            | Perú | 2004             | 47 (11) (?)                 |
| Cienciano             | Perú | 2005-2006        | ? (5) (?)                   |
| FBC Total Clean       | Perú | 2007             | 11 (3) (?)                  |
| Deportivo Municipal   | Perú | 2007             | 17 (3) (?)                  |
| Sport Boys            | Perú | 2008             | 12 (1) (?)                  |
| Alianza Atlético      | Perú | 2008             | 12 (2) (?)                  |
| Inti Gas              | Perú | 2009             | 4 (0) (0)                   |
| Cobresol FBC          | Perú | 2009-2010        | 26 (18) (?)                 |
| Real Garcilaso        | Perú | 2011-2012        | 2011: Copa Perú 42 (10) (4) |
| Cienciano             | Perú | 2013             | 41 (18) (3)                 |
| Real Garcilaso        | Perú | 2014-2015        | 77 (29) (5)                 |
| Cienciano             | Perú | 2016 - 2018      | 71 (30) (7)                 |

## Clubes como Asistente Técnico
| Club                | País | Año   |
| ------------------- | ---- | ----- |
| Inkas FC            | Perú | 2022  |
| Deportivo Garcilaso | Perú | 2022- |

## Palmarés

### Campeonatos nacionales
| Título                    | Club           | País | Año  |
| ------------------------- | -------------- | ---- | ---- |
| Torneo Clausura           | Cienciano      | Perú | 2001 |
| Torneo Apertura           | Cienciano      | Perú | 2005 |
| Torneo Clausura           | Cienciano      | Perú | 2006 |
| Segunda División del Perú | Cobresol FBC   | Perú | 2010 |
| Copa Perú                 | Real Garcilaso | Perú | 2011 |

### Copas internacionales
| Título            | Club      | País | Año  |
| ----------------- | --------- | ---- | ---- |
| Copa Sudamericana | Cienciano | Perú | 2003 |

### Distinciones individuales
| Distinción                                         | Año  |
| -------------------------------------------------- | ---- |
| Goleador de la Segunda División Peruana (12 goles) | 2010 |
| Goleador de la Segunda División Peruana (14 goles) | 2016 |